# West Somerset
West Somerset var mellan 1974 och 2019 ett distrikt i Storbritannien. Det låg i grevskapet Somerset i riksdelen England. Distriktet hade 34 675 invånare (2011).
Den 1 april 2019 blev det en del av den nya distriktet Somerset West and Taunton. Detta distrikt blev i sin tur 1 april 2023 en del av den nya enhetskommunen Somerset.